# Pseudoblothrus ellingseni
Pseudoblothrus ellingseni -gatunek zaleszczotka z nadrodziny Neobisioidea, rodziny Syarinidae i podrodziny Chitrellinae.

## Budowa ciała
Gatunek ten ma wydłużone ciało długości od 5 do 6 mm. Posiada również ekstremalnie wydłużone nogogłaszczki.

## Biologia
Gatunek jest troglofilem. Prawdopodobnie gatunek ten jest drapieżny, jednak niewykluczone że jest saprofagiem związanym pokarmowo z guanem nietoperzy.

## Występowanie
Pseudoblothrus ellingseni jest endemitem południowo-wschodnich Alp. Opisany został z jaskini Bossea, jednak prawdopodobnie już tam nie występuje. Jest natomiast stosunkowo częsty w "Galeriach Napoleona" w gminie Crissolo we Włoszech.